# Conrad Russell, 5. Earl Russell

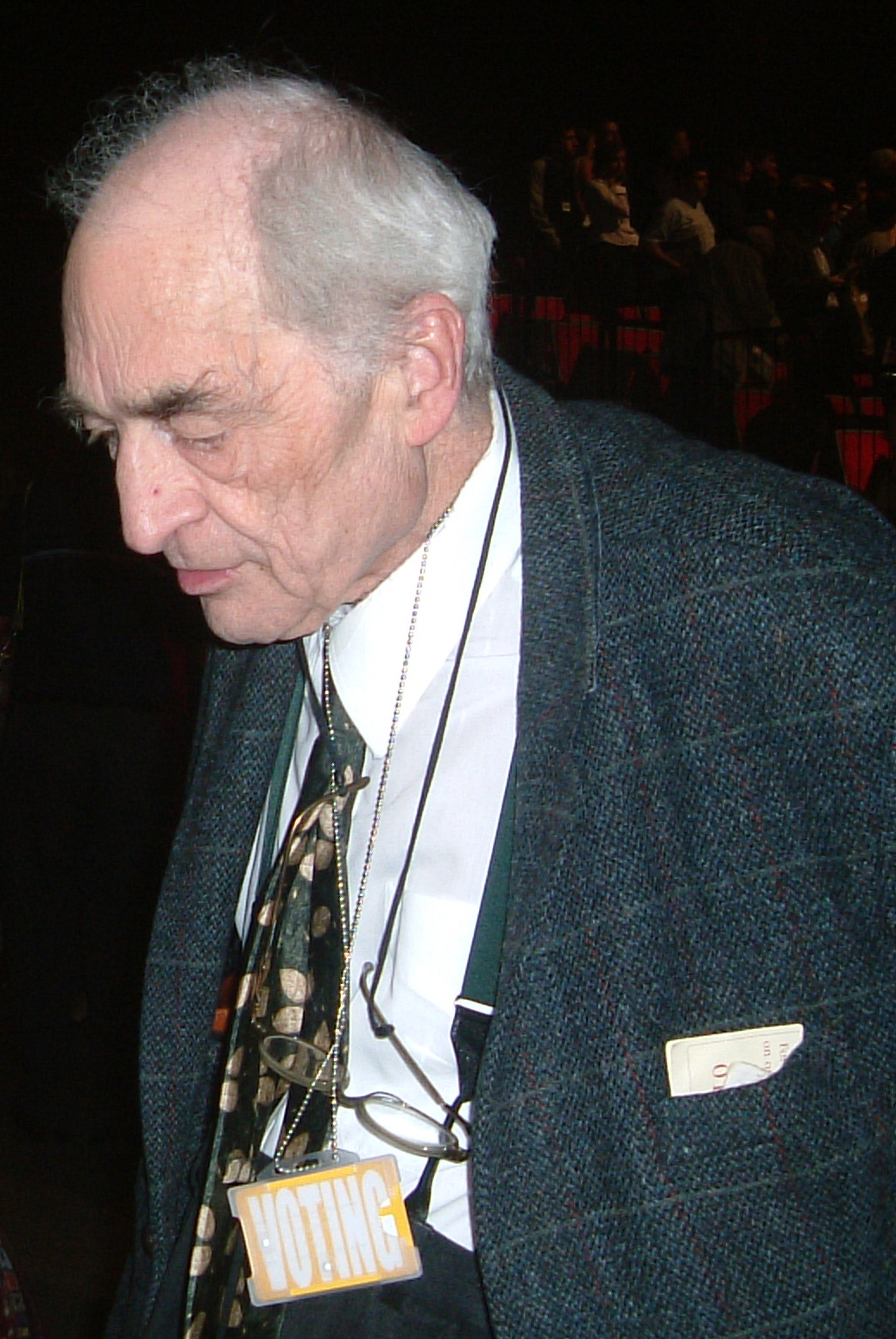
Lord Russell 2003

Conrad Sebastian Robert Russell, 5. Earl Russell (* 15. April 1937 in  Harting, West Sussex, England; † 14. Oktober 2004), war ein britischer Historiker und Politiker. 

## Herkunft und Ausbildung
Russell war ein Sohn aus dritter Ehe des Philosophen und Mathematikers Bertrand Russell sowie ein Urenkel des ehemaligen Premierministers John Russell, 1. Earl Russell. 
Seine Ausbildung erhielt er am Eton College sowie am Merton College an der Universität Oxford. Wie viele seiner Vorfahren war auch Russell ein leidenschaftlicher Fürsprecher des Liberalismus. 
Russell heiratete 1962 Elizabeth Franklin Sanders, mit der er zwei Söhne hatte. Nach seinem Tod durch Komplikationen, die bei einem Lungenemphysem auftraten, erbte sein ältester Sohn Nicholas den Adelstitel. John, ein weiterer Sohn Russells, ist ebenfalls Politiker.

## Akademische Karriere
Russell war einer der führenden Historiker im Bereich des Englischen Bürgerkrieges. Seine wichtigsten Arbeiten umschließen Crisis of Parliaments: English history 1509–1660 (1971), Origins of the English Civil War (redigiert, 1973), Parliaments and English politics, 1621–1629 (1979), Unrevolutionary England, 1603–1642 (1990), und Fall of the British monarchies, 1637–1642 (1991). Er argumentierte, dass der Englische Bürgerkrieg viel weniger ein Resultat der langfristigen konstitutionellen Konflikte war, sondern sein Ursprung eher in den Jahren vor dem Kriegsausbruch (1642) gesucht werden sollten. 
Russell war Lektor am Bedford College (1960 bis 1979), Professor für Geschichte an der Yale University (1979 bis 1984), Professor für britische Geschichte am University College London (1984 bis 1990) und Professor für britische Geschichte am King’s College London, University of London (1990 bis 2003). Seit 1971 war er Fellow der Royal Historical Society. 1991 wurde er zum Mitglied der British Academy gewählt. 2003 trat er auch in den Ruhestand.

## Politische Karriere
In seinen jungen Jahren wanderte Russells Treue zwischen der Labour Party und der damals sehr schwachen Liberal Party hin und her. Bei den Wahlen 1966 trat er als Labour-Kandidat in Paddington South an, konnte aber nicht gewinnen. 
Russell erbte 1987 den Titel Earl Russell und damit den damals erblichen Sitz im House of Lords mit dem Tode seines Halbbruders, John Russell, 4. Earl Russell. Er war der erste Parlamentarier der Liberal Democrats, welche im Jahre 1988 gegründet wurden. Russell war lange Zeit Sprecher der neuen Partei in verschiedenen Gebieten. Nach dem House of Lords Act 1999 verblieb Russell bis zu seinem Tod als einer von 92 gewählten erblichen Peers im House of Lords.
Er wirkte häufig bei Debatten mit, viel respektiert auf allen Seiten des Oberhauses, und weithin bekannt dafür, dass er immer wieder historische Analogien in seine Rede einflechten konnte. 1996 erhielt er den Preis Peer of the Year, der von den britischen Magazinen Highland-Park und The Spectator verliehen wird. Russell war Vizepräsident der Liberal Democrat Youth and Students (1993 bis 1994) und Ehrenpräsident der Liberal Democrat History Group (1998 bis 2004).

## Schriften
- The Crisis of Parliaments: English History 1509–1660 (1971), Oxford University Press
- (Hg.): The Origins of the English Civil War (1973), Palgrave, ISBN 978-0333124000
- Parliaments and English Politics, 1621–1629 (1979), Clarendon Press ISBN 9780198224822
- Unrevolutionary England: 1603–1642 (1990) A&C Black, ISBN 9781852850258
- The Causes of the English Civil War (1990), Oxford University Press
- The Fall of the British Monarchies, 1637–1642 (1991), ISBN 9780198205883
- Academic Freedom (1993), Routledge 2017, ISBN 978-1138164840
- An Intelligent Person's Guide to Liberalism, (1999)